# Casas del Señor
Casas del Señor är en ort i Spanien.   Den ligger i provinsen Provincia de Alicante och regionen Valencia, i den sydöstra delen av landet, 300 km sydost om huvudstaden Madrid. Casas del Señor ligger 574 meter över havet och antalet invånare är 253.
Terrängen runt Casas del Señor är huvudsakligen kuperad, men åt nordväst är den platt. Terrängen runt Casas del Señor sluttar österut. Runt Casas del Señor är det ganska tätbefolkat, med 56 invånare per kvadratkilometer. Närmaste större samhälle är Elda, 16,2 km nordost om Casas del Señor. Omgivningarna runt Casas del Señor är i huvudsak ett öppet busklandskap.